# Hutapanjang
Hutapanjang je poměrně neznámá a dlouhodobě nečinná sopka, nacházející se na indonéské Sumatře asi 15 km severozápadně od stratovulkánu Sumbing. Kdy došlo k poslední erupci, není známo.